# Громадский, Андрей Степанович
Андрей Степанович Громадский (укр. Андрій Степанович Громадський; 29 ноября 1920, с. Севериновка, Таращанский район, Киевская область, УССР, СССР — 10 мая 2009, г. Новосибирск, Россия) — Герой Социалистического Труда, председатель колхоза им. С. М. Кирова Колыванского района Новосибирской области.

## Биография
Громадский Андрей Степанович родился 29 ноября 1920 года в селе Севериновка Таращанского района Киевской области в крестьянской семье. Вероятно, семья Громадских была переселена в Сибирь из-за кулачества. Рано потерял родителей, воспитывался в детском доме.
Трудовую деятельность Андрей Степанович начал в 1936 году в качестве технического секретаря исполкома районного совета Чистоозёрного района.
С 1940 по 1946 — служил в Красной армии, участник Великой Отечественной войны.
После окончания службы работал в райкомах комсомола Купинского и Татарского районов, инструктором Новосибирского обкома ВЛКСМ, заведующим отделами Мошковского и Чулымского районных комитетов КПСС. С 1955 по 1960 — секретарь по сельскому хозяйству Колыванского райкома КПСС.
В августе 1960 года Громадский был избран председателем колхоза имени С. М. Кирова Колыванского района и руководил хозяйством в течение 23-х годов. Именно в этот период раскрылся его природный талант организатора и руководителя-новатора. Под его руководством колхоз переродился из среднего хозяйства в одно из наиболее высоко развитых хозяйств Новосибирской области, которое привлекало все передовые научные разработки в животноводстве и земледелии. Под его руководством хозяйство увеличило объёмы производства в 3—3,5 раза. Планы 8-й и 9 -й пятилеток были выполнены досрочно по всем показателям, за что колхоз был награждён Памятным Почетным знаком ЦК КПСС, Совета Министров СССР, ВЦСПС и ЦК ВЛКСМ, и внесен в доску почёта Выставки Достижений Народного Хозяйства СССР и удостоен звания «Хозяйство высокой культуры землепользования».
Указом Президиума Верховного Совета СССР от 23 декабря 1976 года за выдающиеся достижения, достигнутые во время Всесоюзного социалистического соревнования, проявленную трудовую доблесть в выполнении планов и социалистических обязательств по увеличению объёмов продажи государству зерна и других сельскохозяйственных продуктов, Громадскому Андрею Степановичу присвоено звание Героя Социалистического Труда с вручением ордена Ленина и золотой медали «Серп и Молот».
С 1983 года на пенсии. Принимал активное участие в работе ветеранских организаций Новосибирской области. Проживал в Новосибирске. Умер 10 мая 2009 года. Урна с прахом захоронена на территории Новосибирского крематория.

## Награды
Награждён двумя орденами Ленина, орденом Октябрьской Революции, орденом Трудового Красного Знамени, орденом «Знак Почёта», медалями.